# FK Minija (1962)
Denne side handler om klubben grundlagt i 1962. For klubben, der var kendt som FK Minija fra Kretinga, se FK Minija (2017).
Futbolo Klubas Minija var en fodboldklub fra den litauiske by Kretinga.

## Historie
Klubben blev stiftet i 1962 og gik konkurs i 2016.

## Titler
- - Vindere
  - 3. plads: 1964
- Litauiske Cup
  - Vindere (1): 1964
  - Andenplads (2): 1959, 1970.

## Historiske slutplaceringer
Historiske slutplaceringer.
1964–1967
| Sæson | Niveau | Liga    | Placering | Kilde(r) | Kommentar    |
| ----- | ------ | ------- | --------- | -------- | ------------ |
| 1964  | 1.     | A klasė | 3.        | [ 2 ]    | 🏆 Cupmester |
| 1965  | 1.     | A klasė | 10.       | [ 3 ]    |              |
| 1966  | 1.     | A klasė | 13.       | [ 4 ]    |              |
| 1967  | 1.     | A klasė | 5.        | [ 5 ]    |              |

2013–2016
| Sæson | Niveau | Liga       | Placering | Kilde(r) | Kommentar                      |
| ----- | ------ | ---------- | --------- | -------- | ------------------------------ |
| 2013  | 3.     | Antra lyga | 8.        | [ 6 ]    |                                |
| 2014  | 3.     | Antra lyga | 4.        | [ 7 ]    | Oprykning till Pirma lyga 2015 |
| 2015  | 2.     | Pirma lyga | 16.       | [ 8 ]    |                                |
| 2016  | 2.     | Pirma lyga | 16.       | [ 9 ]    | Ophørt efter sæson             |